# 阿空加瓜山
阿空加瓜山（西班牙語：Aconcagua，西班牙語發音：[akoŋˈkaɣwa]），为南美洲最高峰，海拔6,961米，也是亞洲之外最高的山峰，亦为西、南半球最高峰。屬於南美洲西邊的安地斯山脈，座落在阿根廷门多萨省，距离该省省会门多萨西北112公里，距离智利边境15公里，为冰川山系。由安地斯山脈的造山運動形成，命名為阿空加瓜是因顏色Arauca（又稱Aconca，在克丘亚语中寫為Ackon Cahuak）。
阿空加瓜山峰顶较为平缓，东南侧雪线4,500米，厚约90米，发育有现代冰川，西侧无终年积雪，山麓多温泉。

## 攀登路線

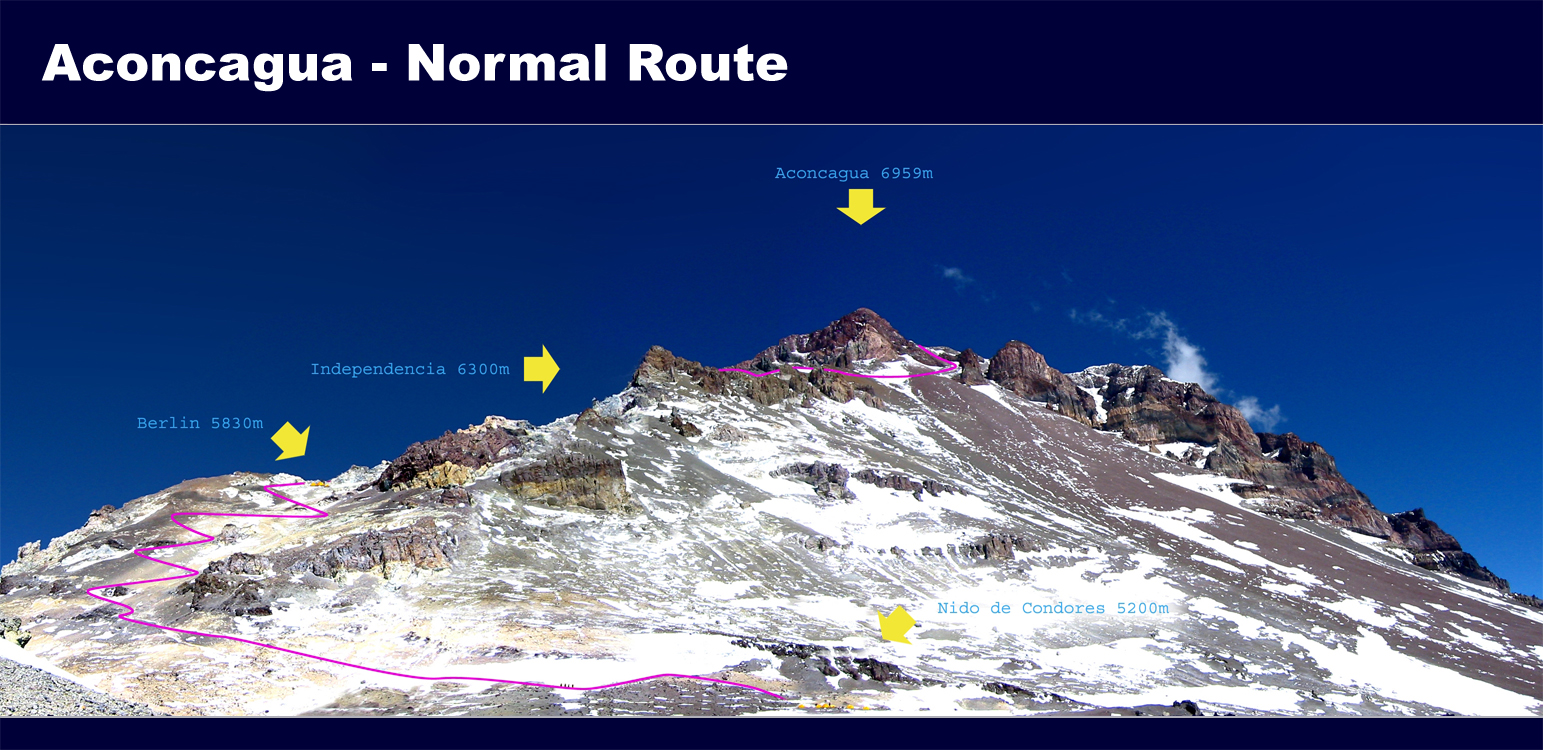
攀登路線

阿空加瓜山比起其他高山如喜馬拉雅山，算是容易攀登的，通常都是由山的北面攀登，雖然海拔相當高，但可不需氧氣瓶就能登頂。歷史上最快的登頂時間為1991年所紀錄的5小時45分。會經過三個營地。此外，另一條登頂路線是由阿空加瓜山的波蘭冰川越過，在波蘭冰川有營地可休息。較為艱難的攀登路線是由南面登頂，因非常陡峭。
第一次登頂紀錄為1897年1月14日由英國人愛德華·費滋傑羅所率領瑞士登山隊所締造。目前攀登阿空加瓜山需要申請入山許可，價格依季節不同，由門多薩省阿空加瓜公園管理處發出。據公園管理處統計，每年有3000人攀登阿空加瓜山，70%的人能夠登頂。

### 營地
- 匯合營地 (Confluencia) 3,380 公尺
- 騾子廣場營地 (Plaza de Mulas) 4,370 公尺（基地營）
- 加拿大營地 (Camp Canadá) 5,050 公尺（第一營 C1）
- 阿拉斯加營地 (Camp Alaska) 5,200 公尺
- 神鷹巢穴營地 (Nido de Cóndores) 5,570 公尺（第二營 C2）
- 柏林營地 (Camp Berlín) 5,940 公尺（第三營 C3）
- 科萊拉營地 (Camp Colera) 6,000 公尺

嘗試登頂通常是從柏林或科萊拉的高營地，或從神鷹巢穴的低營地開始。

## 參看
- 奥霍斯-德尔萨拉多山

## 外部連結
- 阿空加瓜公園管理處 （页面存档备份，存于） - 英文
- 南美攀登記
- 用google看阿空加瓜山圖片 （页面存档备份，存于）